# Fahad Al-Bishi
Fahad Al-Bishi (Bisha, 10 settembre 1965) è un ex calciatore saudita, di ruolo centrocampista.

## Carriera

### Club
Ha giocato nella prima divisione saudita.

### Nazionale
Ha partecipato ai Mondiali del 1994 negli Stati Uniti, alla Confederations Cup 1992 (nella quale ha realizzato il primo gol della storia della Confederation Cup) e a due edizioni della Coppa d'Asia, nel 1988 e nel 1992.

## Palmarès

### Club

#### Competizioni nazionali
- Campionato saudita: 3

Al-Nassr: 1989, 1994, 1995
- Coppa della Corona del Principe saudita: 3

Al-Nassr: 1986, 1987, 1990
- Coppa Principe Faysal Bin Fahd: 1

A-Nassr: 1998

#### Competizioni internazionali
- Coppa dei Campioni del Golfo: 2

Al-Nassr: 1996, 1997
- Coppa delle Coppe dell'AFC: 1

Al-Nassr: 1998
- Supercoppa d'Asia: 1

Al-Nassr: 1998

### Nazionale
- Coppa d'Asia: 1

1988

### Individuale
- Miglior marcatore della Coppa d'Asia: 1

1992